# Пестово
Пестово (на руски: Песто́во) е град в Русия, административен център на Пестовски район, Новгородска област. Населението на града през 2010 година е 15 652 души. В Пестово съществуват няколко дървообработващи предприятия.

## История
Селището Пестово получава името си от едноименната жп гара, която е създадена през 1918 г. Селището получава статут на град през 1965 г.

## География
Градът е разположен в Северозападна Русия. Намира се по брега на река Молога, на 314 километра източно от Велики Новгород. Жп гарата на града се намира на линията Санкт-Петербург - Сонково.

## Население
| Година    | 1959   | 1970   | 1979   | 1989   | 2002   | 2007   |
| Население | 14 200 | 15 800 | 15 500 | 15 900 | 15 990 | 15 725 |